# Zakład Walcowni i Giserni pod Sławkowem
Zakład Walcowni i Giserni pod Sławkowem (potocznie: „walcownia sławkowska”) – zakład walcowniczo-odlewniczy w Sławkowie, w Zagłębiu Dąbrowskim, działający w latach 1826–1888. Obiekt wpisany do rejestru zabytków.

## Historia
Zakład powstał w 1825–1826 nad Białą Przemszą jako inwestycja rządowa. Podlegał początkowo dozorstwu olkusko-siewierskiemu (do 1833), następnie Zachodniemu Okręgowi Górniczemu. Zawiadowca walcowni należał w dozorstwie olkusko-siewierskim do grona asesorów z głosem doradczym. Walcownia była drugim po walcowni w Białogonie tego typu zakładem w Królestwie Polskim. Sama walcownia wraz z gisernią (odlewnią) zlokalizowane zostały według ówczesnych granic administracyjnych na terenie gminy Bolesław. Zarząd znajdował się w Sławkowie. Gmach walcowni usytuowano nad kanałem o szerokości 6 m i długości 500 m, którym dostarczano wodę poruszającą koło napędzające 2 walce. Walcownia rozbudowywana była z inicjatywy Banku Polskiego w 1833, ponownie ok. 1870. Ostatecznie pracowały w niej 3 koła, z których każde napędzało po 2 walce. Zakład miał pierwotnie połączenie wodne z portem rzecznym w Niwce, dokąd do 1831 spławiano blachę i odlewy. W 1841 przerabiał 1/3 cynku pochodzącego z hut rządowych w Królestwie Polskim, wytwarzając z niego blachę cynową, przede wszystkim dla pokryć dachowych. Drugą specjalizacją zakładu była produkcja wielkogabarytowych odlewów żelaznych. Z czasem powstało obok niego osiedle robotnicze „Walcownia”. Zakład zamknięto w 1888. Przyczyną zaprzestania produkcji był rozwój walcownictwa w bezpośredniej bliskości hut, na terenie dzisiejszej Dąbrowy Górniczej i Będzina. Pod koniec swego istnienia zakład dawał zatrudnienie 136 robotnikom i produkował za 120 tys. rubli rocznie. Osiedle „Walcownia” liczyło wtedy 61 domów (w tym 30 murowanych) oraz 626 mieszkańców i dysponowało 7 morgami ziemi włościańskiej.
Obiekt wpisany do rejestru zabytków pod nr. 1251/81 z 23.09.1981. W jego skład wchodzą:
1. budynek dawnej hali głównej walcowni blach cynkowych,
2. budynek dawnego magazynu (obecnie mieszkalny) oraz
3. budynek mieszkalny.

W skład całości założenia wchodzą również pozostałości dawnego systemu napędowego w postaci kanału dopływowego i odpływowego wraz z resztkami śluz na Białej Przemszy.

## Galeria obrazów

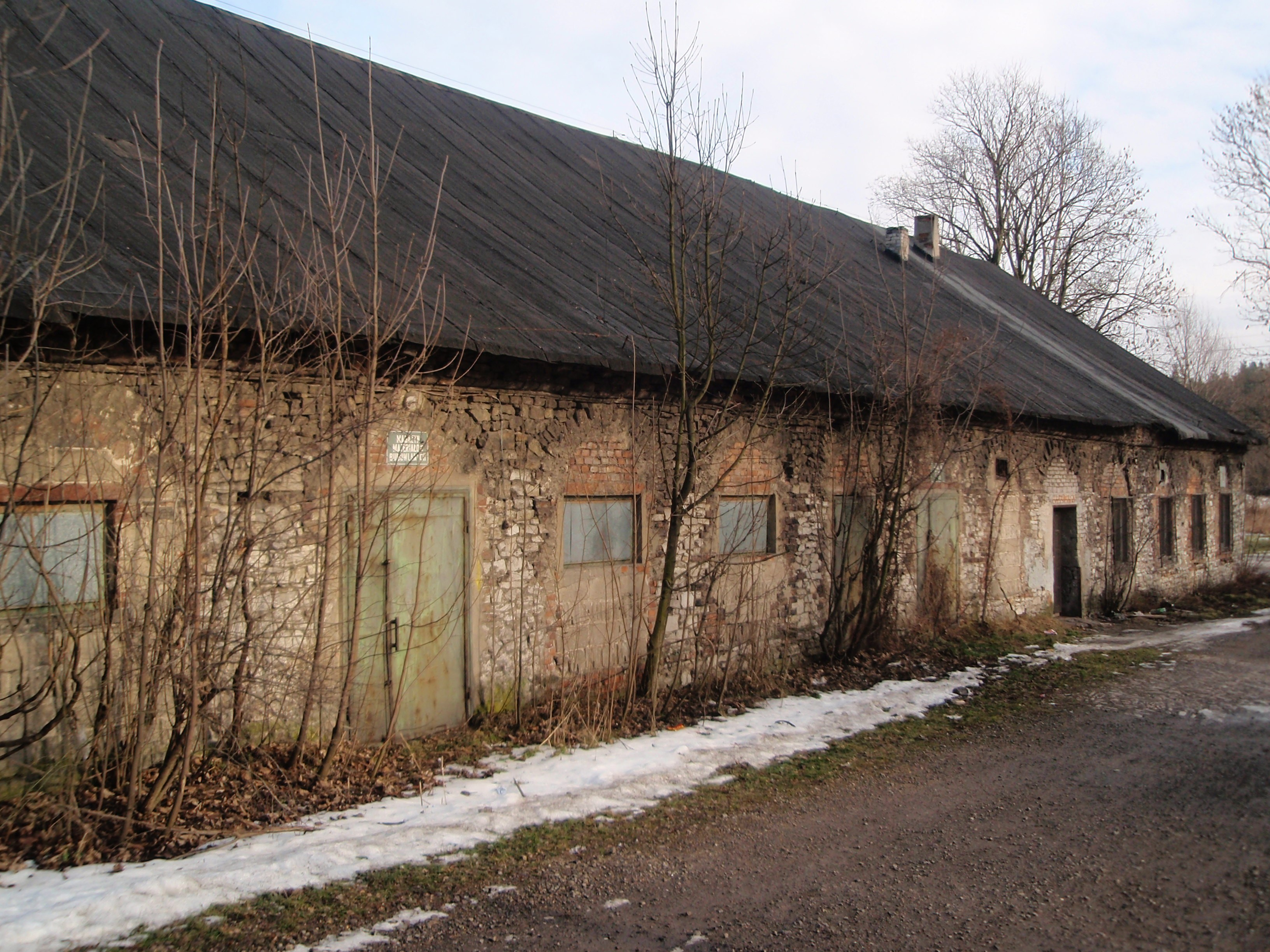
Hala główna
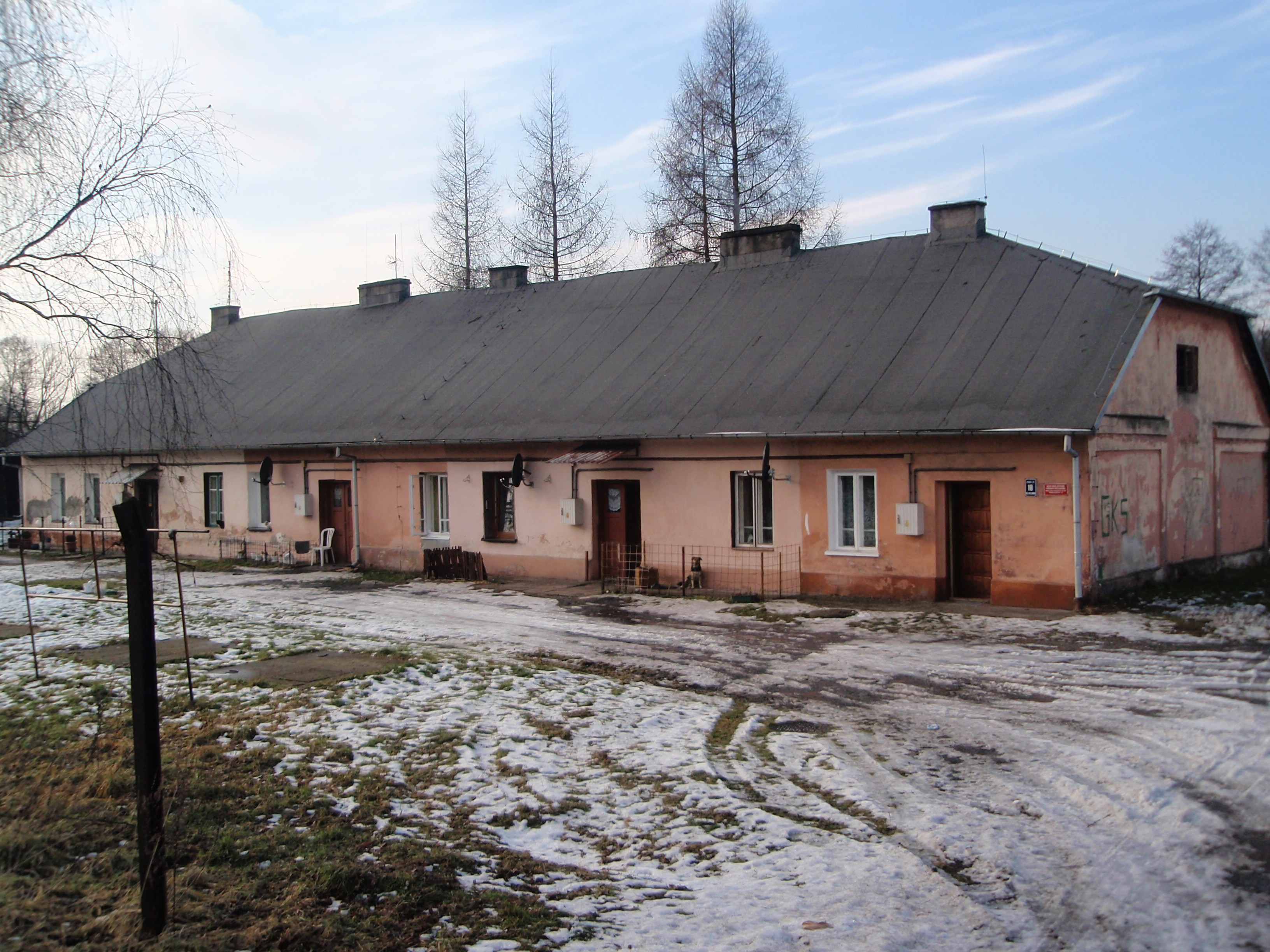
Budynek mieszkalny
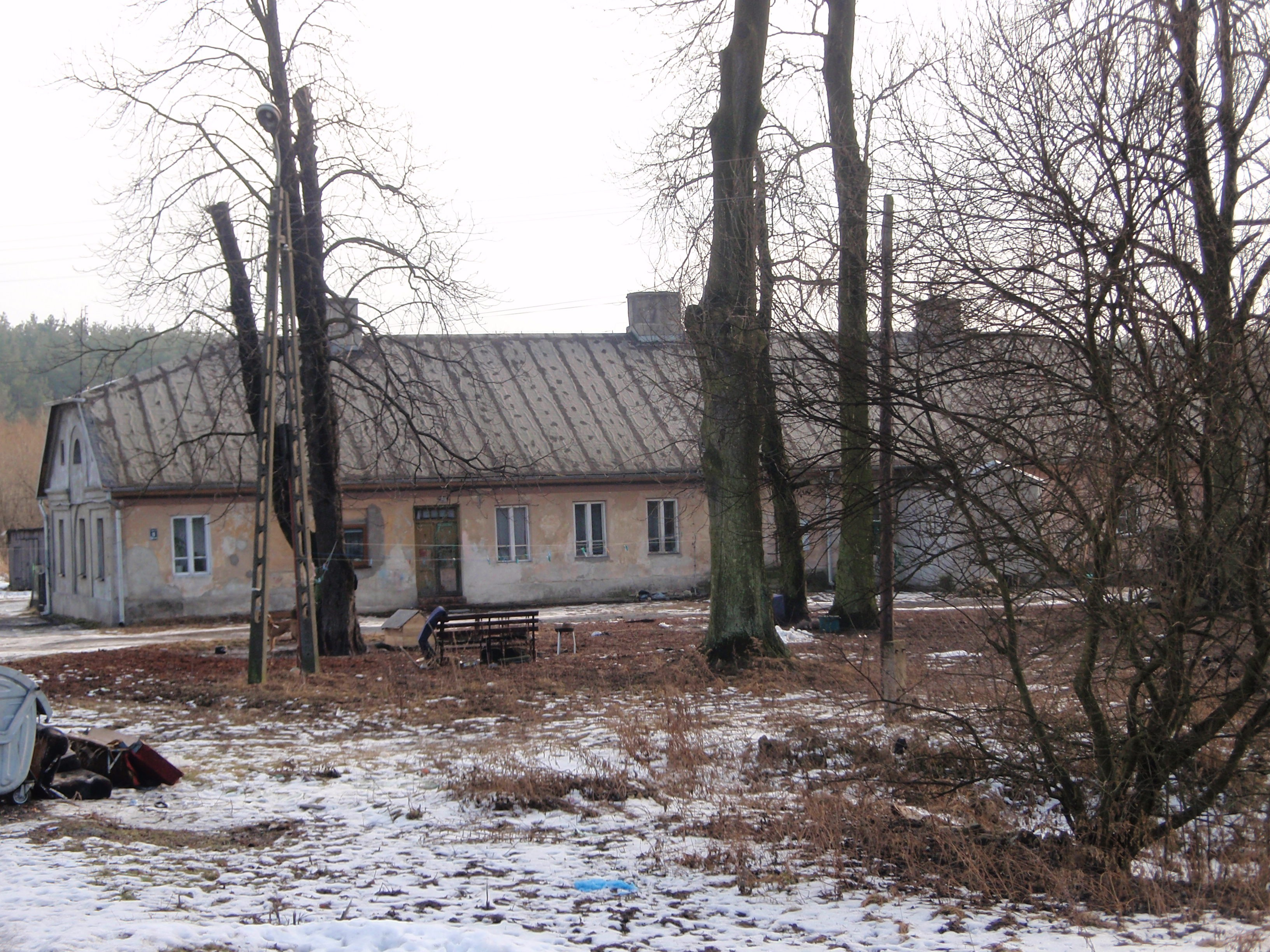
Budynek mieszkalny